# Coaxocotitla II
Coaxocotitla II är en ort i Mexiko.   Den ligger i kommunen San Felipe Orizatlán och delstaten Hidalgo, i den sydöstra delen av landet, 210 km norr om huvudstaden Mexico City. Coaxocotitla II ligger 180 meter över havet och antalet invånare är 104.
Terrängen runt Coaxocotitla II är platt åt sydost, men åt nordväst är den kuperad. Runt Coaxocotitla II är det ganska tätbefolkat, med 248 invånare per kvadratkilometer. Närmaste större samhälle är Huejutla de Reyes, 18,8 km sydost om Coaxocotitla II. Omgivningarna runt Coaxocotitla II är en mosaik av jordbruksmark och naturlig växtlighet.